# Сюльково
Сюльково — деревня в Кочёвском районе Пермского края. Входит в состав Кочёвского сельского поселения. Располагается восточнее районного центра, села Кочёво. Расстояние до районного центра составляет 14 км. По данным Всероссийской переписи населения 2010 года, в деревне проживало 22 человека (9 мужчин и 13 женщин).

## История
По данным на 1 июля 1963 года, в деревне проживало 116 человек. До конца 1962 года населённый пункт входил в состав Сепольского сельсовета, а в 1963 году деревня вошла в состав Кочёвского сельсовета.